# چرخش شبانه‌روزی

چرخش زمین نسبت به خورشید باعث چرخش شبانه‌روزی ۲۴ ساعته می‌شود.

چرخه شبانه‌روزی (Diurnal cycle) به هر الگویی گفته می‌شود که هر ۲۴ ساعت یکبار در نتیجه یک چرخش کامل سیاره زمین به دور محور خود تکرار می‌شود. چرخش زمین باعث نوسانات دمای سطح در طول روز و شب و همچنین تغییرات آب و هوا در طول سال می‌شود. چرخه شبانه‌روزی عمدتاً به تابش خورشیدی ورودی بستگی دارد. چرخش زمین نسبت به خورشید باعث چرخه ۲۴ ساعته روز/شب می‌شود.

دگرگونی شبانه‌روزی دمای هوا (آبی) ۳ تا ۴ ساعت از تابش در ظهر خورشیدی (قرمز) تأخیر دارد.

در اقلیم‌شناسی، چرخه شبانه‌روزی یکی از اساسی‌ترین اشکال الگوهای آب و هوایی است، از جمله تغییرات در دمای روزانه و بارندگی. چرخه‌های شبانه‌روزی ممکن است تقریباً سینوسی باشند یا شامل اجزای یک سینوسی کوتاه شده (به دلیل طلوع و غروب خورشید) و آرامش حرارتی (خنک‌کننده نیوتن) در شب باشند. چرخه شبانه‌روزی همچنین به دلیل فرآیندهایی مانند فتوسنتز و تنفس سلولی تأثیر زیادی بر سطح کربن دی‌اکسید در جو دارد.
به‌طور خلاصه، چرخه شبانه‌روزی به تغییرات منظم و قابل پیش‌بینی در طول یک روز اشاره دارد که ناشی از چرخش زمین به دور محور خود و تأثیر آن بر دما، نور و سایر عوامل محیطی است. این چرخه در بسیاری از جنبه‌های زندگی، از جمله رفتار و فیزیولوژی گیاهان و جانوران، و همچنین الگوهای آب و هوایی و جوی، نقش مهمی ایفا می‌کند.

## پیامدهای زیست‌شناختی
چرخش‌های شبانه‌روزی نور و دما می‌تواند سبب چرخه‌های مشابهی در فرآیندهای زیست‌شناختی، مانند فتوسنتز در گیاهان و افسردگی بالینی در انسان شود. پاسخ گیاه به چرخه‌های محیطی حتی ممکن است چرخه‌های غیرمستقیم را در فعالیت‌های میکروبی ریزوسفر، از جمله تثبیت نیتروژن ایجاد کند.

## چرخش نیمه‌روزانه
چرخش نیمه‌روزانه، به الگویی گفته می‌شود که تقریباً هر دوازده ساعت یا تقریباً دو بار در روز رخ می‌دهد. اغلب اینها می‌تواند مربوط به جزر و مد ماه باشد، که در این صورت فاصله زمانی نزدیک‌تر به ۱۲ ساعت و ۲۵ دقیقه است.